# Andrenette Knight

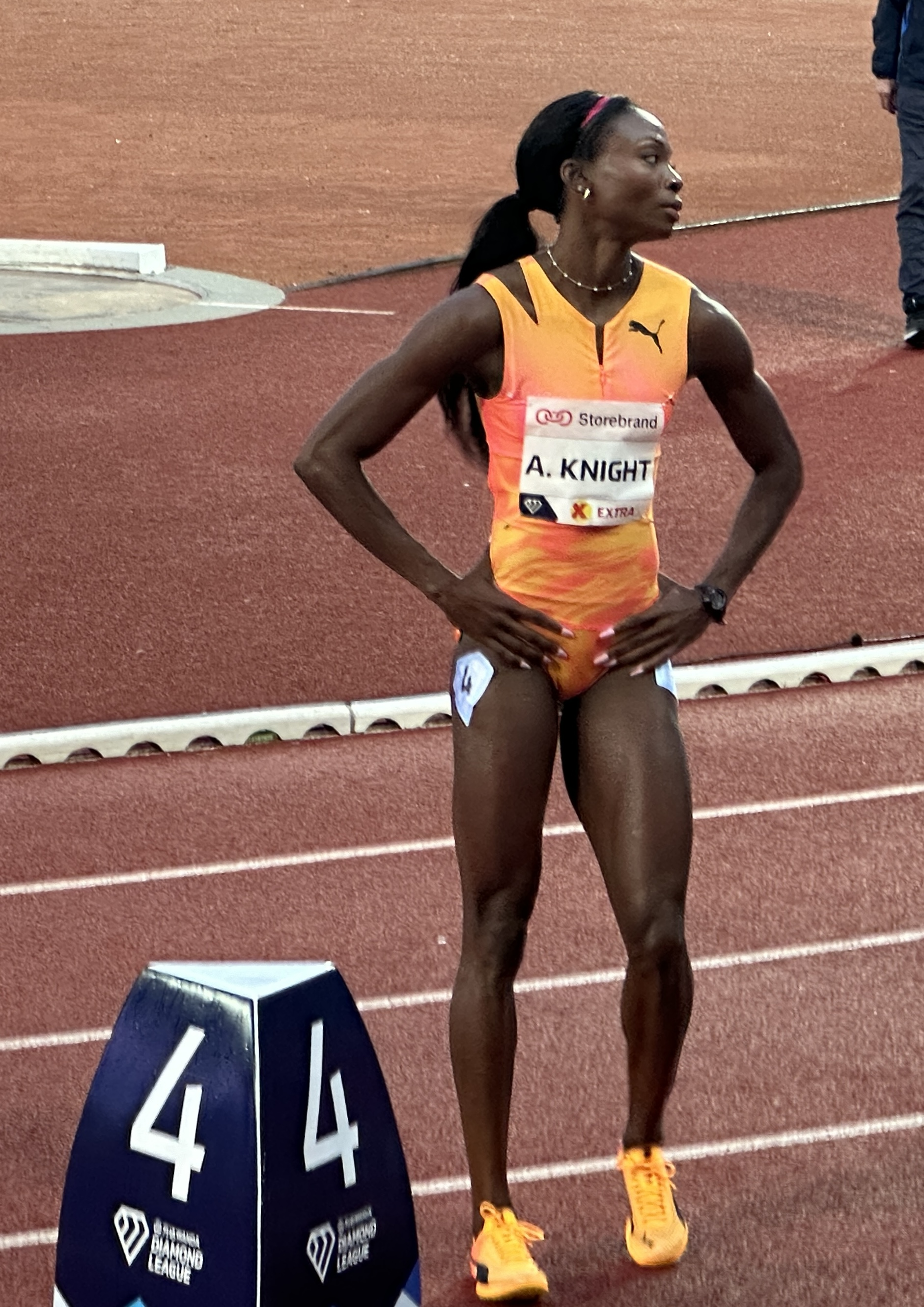
Andrenette Knight 2024

Andrenette Knight (* 19. November 1996 in Morant Bay) ist eine jamaikanische Hürdenläuferin, die sich auf die 400-Meter-Distanz spezialisiert hat und wegen ihrer Sprintstärke auch in der 4-mal-400-Meter-Staffel und im 400-Meter-Lauf eingesetzt wird.

## Sportliche Laufbahn
Erste internationale Erfahrungen sammelte Andrenette Knight bei den CARIFTA Games 2012 in Hamilton, bei denen sie in 44,76 s die Bronzemedaille über 300 m Hürden in der U17-Altersklasse gewann und im 100-Meter-Hürdenlauf mit 14,56 s den vierten Platz belegte. Im Jahr darauf belegte sie bei den Jugendweltmeisterschaften in Donezk in 62,22 s den achten Platz über 400 m Hürden und 2014 gewann sie bei den CARIFTA Games in Fort-de-France in 59,61 s die Silbermedaille in der U20-Altersklasse und siegte in 3:38,20 min mit der jamaikanischen 4-mal-400-Meter-Staffel. 2015 siegte sie in 60,52 s bei den CARIFTA Games in Basseterre und gewann in 3:37,96 min auch im Staffelbewerb. 2016 begann sie ein Studium an der University of Virginia in den Vereinigten Staaten und schloss dieses 2021 ab. 2022 siegte sie in 53,85 s über 400 m Hürden beim Stars and Stripes Classic und wurde bei der Athletissima in 54,33 s Dritte. Zudem gewann sie bei den NACAC-Meisterschaften in Freeport in 3:26,32 min gemeinsam mit Junelle Bromfield, Shiann Salmon und Janieve Russell die Silbermedaille in der 4-mal-400-Meter-Staffel und auch in der Mixed-Staffel gewann sie in 3:14,08 min die Silbermedaille. Im Jahr darauf siegte sie in 54,90 s beim USATF Bermuda Grand Prix sowie in 54,20 s beim Music City Track Carnival. Im Juli siegte sie in 53,26 s beim Gyulai István Memorial und belegte bei den Weltmeisterschaften in Budapest in 55,20 s im Finale den achten Platz. Daraufhin wurde sie bei der Xiamen Diamond League in 53,87 s Zweite. 2024 kam sie bei den Hallenweltmeisterschaften in Glasgow mit der Staffel nicht ins Ziel. 

## Persönliche Bestzeiten
- 400 Meter: 51,64 s, 23. April 2022 in Waco
  - 400 Meter (Halle): 51,74 s, 16. Februar 2024 in Fayetteville
- 400 m Hürden: 53,26 s, 18. Juli 2023 in Székesfehérvár